# Symplocos filipes
Symplocos filipes är en tvåhjärtbladig växtart som beskrevs av Nooteboom. Symplocos filipes ingår i släktet Symplocos och familjen Symplocaceae. Inga underarter finns listade i Catalogue of Life.